# The Present Lover
The Present Lover – drugi album fińskiego muzyka elektronicznego Sasu Ripattiego pod pseudonimem Luomo. Został wydany w 2003 roku.

## Lista utworów
1. Visitor – 4:13
2. Talk In Danger – 7:46
3. The Present Lover – 9:19
4. Body Speaking – 8:09
5. So You – 6:06
6. Could Be Like This – 8:12
7. Cold Lately – 4:45
8. Tessio – 9:25
9. What Good – 8:16
10. Shelter – 8:54